# Selinus (Cilicië)
Selinus of Selinous was in de klassieke oudheid een havenstad in Cilicië, tegenwoordig in Turkije. De meest nabije stad is Gazipaşa. Selinus werd bekend over het hele Romeinse Rijk nadat keizer Trajanus er stierf. Tijdelijk bleef de naam Trajanopolis in gebruik, tere ere van hem.

## Historiek
De eerste bronnen over Selinus dateren van de tijd van het Assyrische Rijk, 6e eeuw v.Chr. In de Griekse oudheid lag Selinus in de landstreek Cilicië. Toen werd de haven van Selinous, in het Latijn Selinus, uitgebouwd. Aan de Middellandse Zee bevindt zich een hoge rots, die op haar hoogste punt zo’n 200 meter boven de zeespiegel ligt. De stad lag, ten noorden van de rots, tussen de rots en de monding van de rivier Selinus. De ligging was goed om schepen te laten aanmeren maar was ook goed voor verkeer over land. Selinus lag immers op de kustweg tussen Syedra en Antiochia ad Cragum. Ook landbouw was mogelijk op de hellingen langsheen de haven. In de loop van de 1e eeuw v.Chr. veroverden de Romeinen Selinus.
In 117 stierf onverwacht keizer Trajanus in Selinus. Hij was op terugtocht van de oorlog tegen de Parthen en overleed aan zijn verwondingen. Hij werd ter plaatse verast. De urn met zijn as werd naar Rome gebracht. De stad Selinus geraakte hierdoor bekend tot in de uithoeken van het Romeinse Rijk. Rome schonk een aantal fondsen aan de stad. Trajanus’ opvolger Hadrianus liet ter ere van Trajanus een cenotaaf bouwen, die verder leeg bleef. Als eerbetoon aan Trajanus noemde de stad zich tijdelijk Trajanopolis. De stad was op het hoogtepunt van haar handelsmacht. Er werd een forum gebouwd, alsook een theater, een necropool, een aquaduct en thermen.
In het jaar 198 leefde er in de stad een oproerkraaier. Het was Longinus van Selinus. Hij werd opgepakt en naar Seleucia Tracheotis, het huidige Silifke, gesleept.
In de loop van de 4e eeuw, na het Edict van Milaan, kreeg het christendom er voet aan de grond. De stad droeg opnieuw de naam Selinus. Selinus werd de zetel van het bisdom Selinus. De bisschoppen van Selinus waren suffragaan van het aartsbisdom Seleucia Tracheotis. In deze periode werd Selinus afgescheiden van de provincie Cilicië en aangehecht bij de provincie Isaurië, waar het bleef tijdens het Byzantijnse tijdperk. Enkel bekende bisschoppen van Selinus waren Neon, aanwezig op het Concilie van Constantinopel (381); Alypius, op het Concilie van Efeze (431); Aelianus, op het Concilie van Chalcedon (451) en bisschop Gheon. Gheon was een van de talrijke bisschoppen in Klein-Azië die een protestbrief schreef naar keizer Leo I van Byzantium (458).
Vanaf de 5e eeuw gingen de handelsactiviteiten van de stad achteruit. Tijdens de Middeleeuwen bouwden de Seldjoeken een fort op de rots. Later maakte de stad deel uit van Cilicisch-Armenië; in deze periode waren de bisschoppen van Selinus residerende bisschoppen van de Armeens-Apostolische Kerk (10e eeuw). Tijdens de kruistochten verbleef er één Latijnse bisschop van Selinus in de stad.

## Titulair bisdom
Vanaf de 20e eeuw verleent de Rooms-katholieke kerk de titel van bisschop van Selinus als een eretitel voor prelaten.